# Light Art Museum Budapest
A Light Art Museum Budapest (LAM) a fénnyel folytatott művészeti kísérletek új helyszíne. Az első olyan kiállítóhely, ami múzeumként kötelezte el magát a médium gyűjtésének, kutatásának és bemutatásának céljából. A Light Art Museum a művészet, a tudomány és a technológia interakciójára épülő eredményeket, illetve a fény kreatív használatával végzett kutatómunka legkülönbözőbb területeit mutatja be a közönségnek.
A múzeum olyan installációkat gyűjt és mutat be, amelyek megkérdőjelezik az emberi érzékelés berögzült sémáit és a tér megtapasztalásának új lehetőségeivel ismertetik meg a látogatókat úgy, hogy nem igényelnek semmilyen háttértudtást vagy előzetes ismeretet. A múzeumban kiállító művészek a fény kreatív használatának minden lehetséges aspektusát megragadva mutatják be munkáikat, beleértve a vetítés „mapping”-nek nevezett médiumát, az interaktív és térbeli tervezést, a holografikus kísérleteket, az adatművészetet és más technokulturális
gyakorlatot – a történeti művektől a kortársakig. A kiállítás számos világhírű magyar fényművész munkáit mutatja be, köztük Moholy-Nagy László, Kepes György és Victor Vasarely alkotásaival.

## A kiállítás
A Light Art Museumban 2023. szeptemberig A fény forradalma c. kiállítás tekinthető meg. A tárlaton olyan magyar művészek alkotásai vannak kiállítva, akik úttörői a fényművészetnek és a fénnyel kapcsolatos művészeti formák alkalmazásának. A kiállítás kurátorai Bordos László Zsolt , Laki L. László, Lukács Viola, Orosz Márton.
A tárlaton bemutatott tárgyak abból az elképzelésből születtek, hogy anyagtalan, megfoghatatlan és kitapinthatatlan fényt maradandó élménnyé szilárdítsák.

## Épület
Az V. kerületi Hold utca és a Vadász utca közötti épületet Czigler Győző 1892 és 1896 között építette, amelyben egy termelői piac üzemelt. A piac tehát egyben egy közösségi térként is szolgált a környéken élők számára, viszont a turisták is szívesen látogatták a kiváló elhelyezkedésének és a sajátos bájának köszönhetően. A több mint 2000 m2-es eklektikus csarnok több mint 190 állandó és 80 ideiglenes üzletnek adott otthont. 
A helyszín jelképes. Hisz ahol ezek a művek megjelennek, ott az ipari forradalomhoz kapcsolódó elektromosság éppen akkor vált a mindennapok részévé, amikor a 19. század végén a termelést a fogyasztással összekötő, ipari-gazdasági rendeltetésű épületei – köztük a Light Art Museumnak helyet adó Hold utcai vásárcsarnok – létrejött.
A LAM célja, hogy megőrizze a vásárcsarnok eredeti közösségi funkcióját, ugyanakkor a város meglévő építészeti és társadalmi szövetébe bátran beavatkozó elemekkel egy merőben más kulturális élményt is teremtsen.